# T. J. Ward
(en) Statistiques sur pro-football-reference
Terrell Ray Ward (né le 12 décembre 1986 à San Francisco) est un joueur américain de football américain.

## Enfance
Terrell Ray Ward naît le 12 décembre 1986 à San Francisco de Terrell Ward et LeNeita Ward. Ward joue à la Preparatory powerhouse De La Salle lors de leur fameuse séquence de 151 victoires consécutives. Il se blesse lors du troisième match de sa dernière saison et s'engage avec l'université de l'Oregon.

## Carrière

### Université
Il joue pour l'université de l'Oregon lors de ses années universitaires. En 2008, il reçoit une mention honorable pour sa saison par la conférence Pac 10.

### Professionnel
T. J. Ward est sélectionné au second tour du draft de la NFL de 2010 par les Browns de Cleveland au trente-huitième choix. Lors de sa première saison (rookie), il est titulaire à tous les matchs de la saison et effectue deux interceptions pour trente-neuf yards, dix passes déviées, un fumble provoqué ainsi que quatre-vingt tacles.
En 2014, il signe avec les Broncos de Denver.